# Achaia (historické území)

Poloha Achaie na Peloponésu (Achaea)

Achaia, Achaja nebo Achaea (gr. Αχαΐα – Achaia) je historické území na severu Peloponésu v Řecku. Odpovídá přibližně stejnojmenné regionální jednotce v kraji Západní Řecko.

## Geografie
Achaja zahrnuje severní pobřeží poloostrova Peloponés a nacházejí se v ní pohoří Omplos, Chelmos a Erymanthos.

## Dějiny

### Starověk
Prvními obyvateli byli Pelasgové, kteří tento kraj nazývali Αιγιάλεια (Aigialeia), ale již kolem roku 3000 př. n. l. se zde usazuje řecký kmen Achájů, kteří zároveň dali jméno tomuto kraji. Přibližně ve 14.–12. stol. př. n. l. tudy prochází řecký kmen Dórů, který se zde ale neusadil. Achájské obyvatelstvo zde kontinuálně žílo dále. Existuje však i jiná teorie o osídlení Achaie, podle níž zde Pelasgové žili až do 15. století př. n. l. a následně se zde usadil řecký kmen Ionů, který zde sídlil až do dórské invaze. Po dórském vpádu prý uprchlo mnoho Achajců z různých končin Peloponésu do Aigialeia, která se od té doby nazývá Achaia. Achajci se tu měli promíchat s Iony a Pelasgy. V roce 1082 před n. l. bylo založeno město Patra a později Leontio. Poté zde vzniklo společenství městských států pod vedením města Heliké. A kolem roku 800 př. n. l. vzniká Achajský spolek a hlavní město se přesunuje z Helika do Aigia. Ve 4. stol. před n. l. Achaii ovládli Makedonci, ale po smrti Alexandra Velikého Achajci vyhlásili nezávislost a obnovili svůj spolek, který ovládl skoro celý Peloponés a stal se vedle Makedonie nejvýznamnějším státem Řecka. Ve 2. století př. n. l. se však Řecko dostává pod vliv Římanů, kteří nakonec ovládnou i Achaii. Od roku 146 před n. l. je Řecko součástí Římské říše. Byla zde vytvořena provincie Achaia, která zahrnovala velkou část Řecka. Postupně se začíná christianizace kraje, v té době prosperuje hlavně město Patra. Od roku 395 je Achaia součástí Východořímské (Byzantské) říše. Mezi 3. a 5. století byla Achaia vypleněna Góty a Huny.

### Byzanc
V 6. stol. se do Řecka dostávají Slované, kteří se usadili především na západním Peloponésu, tedy i v Achaii. Přežilo pouze dobře opevněné město Patra. Byzantská vláda proti nim podnikala více operací. Achájští Slované proti tomu povstali v roce 783 a v roce 805, kdy zaútočili na osady místních Řeků a pokusili se dobýt i město Patra, ale tehdy byli byzantskou armádou definitivně zničeni. Byzantská vláda nad celým Řeckem se obnovila a Slované byli přesídlení do Anatolie. Máme zprávy o tom, že v Achaii se usadilo řecké obyvatelstvo z jižní Itálie, Sicílie a Anatolie na posílení tamní řecké populace. Malé slovanské etnikum se v Achaja stáhlo do horských oblastí, kde vzniklo několik vesnic, které se od té doby nazývají Nezerochoria, jméno je odvozeno od slovanského kmene Ezeritů (Nezeritů) a řeckého slova choria (vesnice), tedy vesnice Ezeritů. V Nezerochorií však Slované-Ezeriti narazili na původní řecké obyvatelstvo, s nímž se postupně hellenizovali. V 13. století Achaii ovládli Evropané a v 15. století Turci. V tomto období se jižně a východně od města Patra usadili albánští Arvanité, území jimi osídlené však nebylo velké, takže netvořilo ani 5 % celkového obyvatelstva Achie.

### Osmanská nadvláda
Nejvýznamnějším městem té doby bylo také město Patra, prosperovala však i Vostitsa (Starověký Aígion) a Kalavryta. V roce 1770 zde Řekové proti Turkům povstali, ale neúspěšně, jejich povstání bylo potlačeno. V roce 1821 však vypuklo nové řecké povstání, Řecka válka za nezávislost, která vypukla právě v Achii, v klášteře Agia Laura, kde metropolita města Patra Germanos vztyčil řeckou vlajku, symbol povstalců a začal povstání proti Turkům. Řekové rychle ovládli Vostitsu, Patru a Kalavryta. Právě Vostitsa (Aigio) bylo vůbec první osvobozené řecké město. Po osvobození Řecka vzešli z Achaie mnozí politici, jako například předseda vlády Venizelos Roufos, Andreas Michalakopoulos, řecký diktátor ze 60. let 20. století Georgios Papadopoulos, či politická rodina Papandreu z vesnice Kalentzi, z níž pochází i bývalý premiér Jorgos Papandreu.